# Perning (Jetis)
Perning is een bestuurslaag in het regentschap Mojokerto van de provincie Oost-Java, Indonesië. Perning telt 3614 inwoners (volkstelling 2010).